# Fixing a Hole
Fixing a Hole is een lied dat in 1967 werd uitgebracht op het album Sgt. Pepper's Lonely Hearts Club Band van de Britse popgroep The Beatles. Het nummer staat op naam van het schrijversduo Lennon-McCartney, maar werd door Paul McCartney geschreven. Ten tijde van het verschijnen van Fixing a Hole, werd het nummer bekritiseerd omdat het verwijzingen naar het gebruik van heroïne zou bevatten, iets dat McCartney heeft ontkend.

## Achtergrond
Over de achtergrond en betekenis van Fixing a Hole doen verschillende verhalen de ronde. Sommigen geloven dat het nummer gaat over McCartney's boerderij in Schotland, waarvan het dak gerepareerd diende te worden. Dit is echter door McCartney ontkend.
Anderen geloven dat het nummer verwijst naar het gebruik van heroïne. In de Engelse taal, kan "a fix" verwijzen naar een shot heroïne. McCartney heeft zelf aangegeven dat hij in het nummer verwijst naar de effecten van het gebruik van marihuana. In het nummer lijkt McCartney te schrijven over hoe drugs zijn gedachten de vrije loop laten en zijn percepties veranderen. Dit thema keert vaker terug in de nummers van McCartney uit deze periode, bijvoorbeeld in Got to Get You into My Life.
McCartney heeft zelf in een interview uit 1967 aangegeven dat het nummer ook verwijst naar de fans die regelmatig dag en nacht voor zijn huis aan Cavendish Avenue in Londen stonden. De regels "See the people standing there, who disagree and never win, and wonder why they don't get in my door" verwijzen de argwaan die McCartney koesterde voor deze fans.

## Opnamen
The Beatles begonnen aan de opnamen van Fixing a Hole op 9 februari 1967. De opnamesessie vond niet zoals gebruikelijk plaats in de Abbey Road Studios, maar in de Regent Sound Studios aan Tottenham Court Road in het centrum van Londen. Deze opnamesessie was daarmee de eerste opnamesessie van The Beatles in Engeland die niet in de Abbey Road Studios plaatsvond. Tijdens de sessie namen The Beatles de tijd om het nummer eerst te oefenen. Vervolgens namen The Beatles drie takes van het nummer op. Hierbij zong McCartney zijn leadvocal terwijl The Beatles de backing track opnamen. Dat was ongebruikelijk in deze periode, omdat The Beatles meestal eerst de backing track opnamen en daarna de zang pas met een overdub werd toegevoegd. Producer George Martin speelde tijdens het nummer waarschijnlijk de intro op klavecimbel. Hoewel weleens is gesuggereerd dat het klavecimbel door McCartney werd bespeeld, is dat onmogelijk omdat tijdens de opname de basgitaar (McCartney's instrument) en het klavecimbel gelijktijdig bespeeld werden.
Bij de opnamen van het nummer op 9 februari was een onverwachte gast aanwezig. McCartney bracht een man mee naar de studio die claimde Jezus te zijn. De man had eerder op de avond een bezoek gebracht aan McCartney's huis, waarop McCartney besloot de man maar mee te nemen naar de opnamesessie omdat hij "niet degene wilde zijn die Jezus afwees".
Op 21 februari 1967 voegden The Beatles - ditmaal wel in de Abbey Road Studios - enkele overdubs aan het nummer toe.

## Credits
- Paul McCartney - zang, achtergrondzang, basgitaar, leadgitaar
- John Lennon - achtergrondzang
- George Harrison - achtergrondzang, leadgitaar
- Ringo Starr - drums, maraca's
- George Martin - harpsichord